# (Ghost) Riders in the Sky: A Cowboy Legend
«(Ghost) Riders in the Sky: A Cowboy Legend» («(Призрачные) Всадники в небе: Ковбойская легенда») — американская песня в жанре кантри-энд-вестерн. Песня «(Ghost) Riders in the Sky: A Cowboy Legend» к настоящему времени стала «ковбойским стандартом». Свои версии записывали такие известные исполнители, как Берл Айвз, Бинг Кросби, Том Джонс, Джин Отри, Джонни Кэш, The Outlaws, Дин Рид.

## Сюжет
В песне рассказывается народная сказка о ковбое, которому приснился мчащийся по небу красноглазый скот со стальными копытами, преследуемый ду́хами про́клятых ковбоев. Один предупреждает его, что, если он не изменит свой образ жизни, он будет обречён присоединиться к ним, вечно «пытаясь поймать стадо дьявола в этих бесконечных небесах».

## Создание
Автором песни считается Стэн Джонс, который работал в национальном парке Долина Смерти и сочинял песни: он первым записал и выпустил эту песню в 1948 году.
В 12 летнем возрасте Джонс услышал от старого индейца с северо-востока от приграничного города Дуглас историю о том, что души умерших пребывают в виде духов на небе, напоминая призрачных всадников. В основе мелодии лежит известная композиция времен Гражданской войны «When Johnny Comes Marching Home».
Эта история связана со старыми европейскими мифами о Дикой охоте и голландской легендой о наездниках на козлах, в которой сверхъестественная группа охотников проходит мимо рассказчика в дикой погоне.

## Влияние
- Джем-сешн группы The Doors с исполнением Riders in the Sky привёл к созданию одной из главных песен группы, Riders on the Storm.

## Кавер-версии
- Инструментальная версия британской группы the Shadows в январе 1980 года достигла 12-го места в UK Singles Chart[6].
- Рок-группа Spiderbait записала эту песню как часть фильма 2007 года «Призрачный гонщик» с Николасом Кейджем в главной роли.